# Taraire rufolineata
Espèce
Synonymes
- Linyphia rufolineata Urquhart, 1889
- Meta rufolineata (Urquhart, 1889)
- Landana lautiuscula Dalmas, 1917

Taraire rufolineata est une espèce d'araignées aranéomorphes de la famille des Tetragnathidae.

## Distribution
Cette espèce est endémique de Nouvelle-Zélande.

## Description
Le mâle décrit par Álvarez-Padilla, Kallal et Hormiga en 2020 mesure 8,2 mm et la femelle 6,6 mm.

## Systématique et taxinomie
Cette espèce a été décrite sous le protonyme Linyphia rufolineata par Urquhart en 1889. Elle est placée dans le genre Meta par Bryant en 1933 puis dans le genre Taraire par Álvarez-Padilla, Kallal et Hormiga en 2020.

## Publication originale
- Urquhart, 1889 : On new species of Araneida. Transactions of the New Zealand Institute, vol. 21, p. 134-152 (texte intégral).